# Siebbein

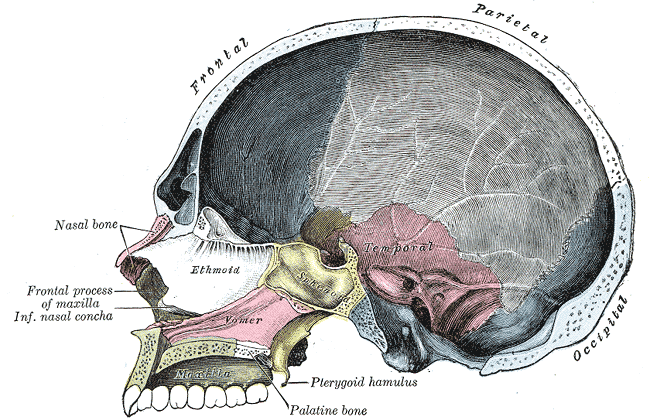
Siebbein des Menschen (weiß, Benennung Ethmoid)

Das Siebbein (lat. Os ethmoidale oder Os ethmoides) ist ein Knochen des Hirnschädels. Er liegt am Ende der Nasenhöhle an der Grenze zur Schädelhöhle in der Tiefe und ist daher bei äußerer Betrachtung des Schädels nicht sichtbar.

## Außenwände

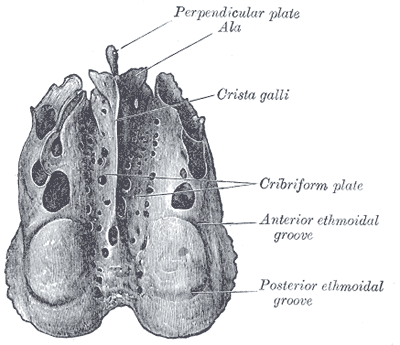
Siebbein des Menschen von oben

Das Siebbein besteht aus mehreren Knochenplatten (Laminae). In der Medianebene liegt die vertikal gestellte Lamina perpendicularis. Diese bildet mit dem Pflugscharbein (Vomer) den hinteren Teil der Nasenscheidewand (Septum nasi). Die hauchdünne Augenhöhlenplatte (Lamina orbitalis) ist die Grenze zur Orbita und wird beim Menschen wegen ihrer Zartheit auch Lamina papyracea genannt.
Bei den übrigen Säugetieren unterscheidet man neben der medianen Lamina perpendicularis eine Dachplatte (Lamina tectoria) als obere, eine Augenhöhlenplatte (Lamina orbitalis) als seitliche und die Bodenplatte (Lamina basalis) als untere Außenwand.
Den Abschluss zur Schädelhöhle bildet die Siebplatte (Lamina cribrosa). Es handelt sich dabei um eine mit vielen Löchern durchzogene Struktur, die für den Knochen namensgebend war. Sie steht bei den Primaten fast waagerecht am Dach der Nasenhöhle, bei den übrigen Säugetieren dagegen senkrecht am Ende der Nasenhöhle. Durch die Siebplatte ziehen die Nervenfasern des 1. Hirnnerven (Nervus olfactorius) zum Gehirn und der Nervus ethmoidalis anterior und die Arteria ethmoidalis anterior (aus der Arteria ophthalmica) zur Nasenhöhle. Schädelhöhlenseitig ist die Siebplatte beider Seiten vertieft. In dieser Siebgrube (Fossa ethmoidalis) liegen beiderseits die Riechkolben. Beide Siebgruben sind durch den Hahnenkamm (Crista galli) getrennt.

## Innenstruktur

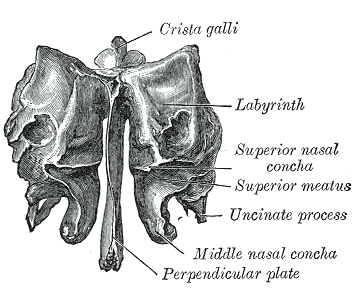
Siebbein des Menschen von hinten

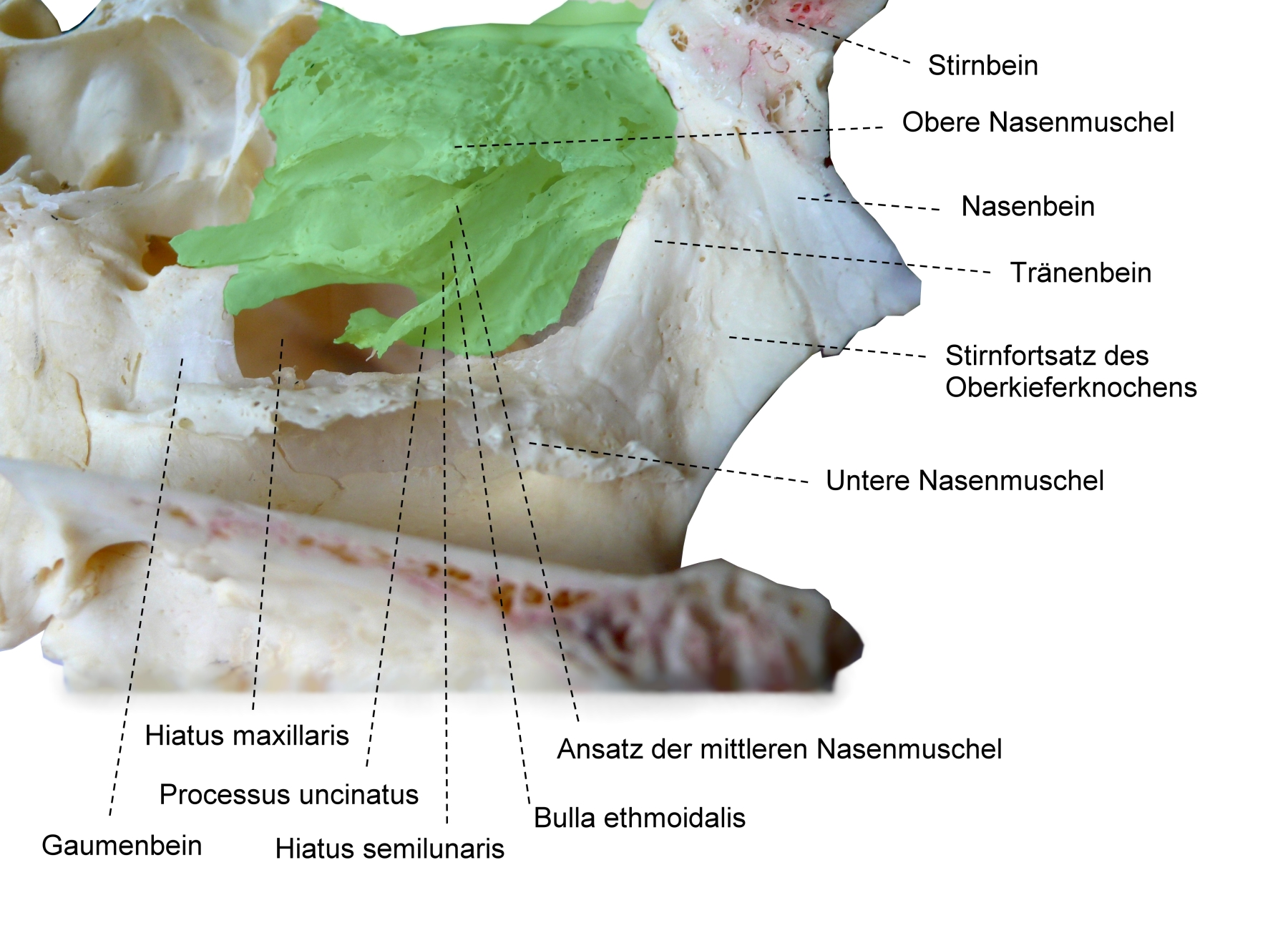
Siebbein des Menschen (grün markiert). Seitliche Wand der Nasenhöhle. Mittlere Nasenmuschel entfernt.

Von den Wänden entspringen nach innen die sog. Siebbeinmuscheln (Ethmoturbinalia). Es handelt sich dabei um dünne Knochenplatten, die sich spiralig einrollen. In ihrer Gesamtheit bilden sie das Siebbeinlabyrinth (Labyrinthus ethmoidalis), die dadurch abgegrenzten Hohlräume bezeichnet man als Siebbeinzellen (Cellulae ethmoidales). Beim Menschen kann eine zusätzliche Siebbeinzelle im Boden der Augenhöhle und Dach der Kieferhöhle auftreten, die als Hallersche Zelle bezeichnet wird. Bei Tieren werden die größeren, weit nach innen reichenden Ethmoturbinalia Endoturbinalia genannt, die kleineren Ectoturbinalia. Die Ethmoturbinalia bilden die knöcherne Grundlage der oberen und mittleren Nasenmuschel (Concha nasalis superior (bei Tieren dorsalis) und media).
Bei Menschen und Menschenaffen besitzt die „einfache“ Nase nur drei Turbinalia, von denen die zwei oberen vom Siebbein entspringen und die knöcherne Grundlage für die obere und mittlere Nasenmuschel (Concha nasalis superior und media) bilden. Die mittlere Nasenmuschel ist von besonderer medizinischer Bedeutung, da unter ihr die meisten Nasennebenhöhlen, nämlich die Kieferhöhle (Sinus maxillaris), die Stirnhöhle (Sinus frontalis) und die vorderen Siebbeinzellen (Sinus ethmoidales anteriores) in die Nase münden. Auf Basis der knöchernen Strukturen in diesem Bereich, insbesondere des Processus uncinatus (Hakenfortsatz), bildet die Nasenschleimhaut hier eine trichterförmige Rinne (Infundibulum ethmoidale) mit halbmondförmiger Öffnung (Hiatus semilunaris). Krankhafte Veränderungen in diesem Bereich können Ursache für eine chronische Entzündung der Nasennebenhöhlen sein. In diesem Fall wird versucht, durch operative Eröffnung des Infundibulums mit Entfernung des Hakenfortsatzes (Infundibulotomie) eine Normalisierung der Belüftung der Nebenhöhlen zu erreichen.